# Hyves
Hyves war ein Soziales Netzwerk, das von der  Hyves B.V. betrieben wurde. Das Unternehmen in Amsterdam wurde von den Niederländern Raymond Spanjar, Koen Kam und Floris Rost van Tonningen gegründet und war von Oktober 2004 bis Dezember 2013 in Betrieb. Hyves war in etwa mit dem amerikanischen Facebook oder dem deutschen StudiVZ vergleichbar. Der Dienst wurde kostenlos angeboten. Seit Dezember 2013 wird unter dem Namen Hyves Games eine Plattform für Online-Spiele betrieben.
Der Name „Hyves“ stammt vom englischen Beehive („Bienenstock“), sodass ein Vergleich der Benutzer mit Bienen in einem Bienenstock gezogen wird. Das Hauptaugenmerk der Seite lag darin, Freundschaften zu pflegen und neue zu knüpfen.
Angemeldete Benutzer konnten auf Hyves.nl ein Profil erstellen und diese mit verschiedensten Elementen ausstatten, unter anderem mit Fotos, Videos und Flash-Animationen. Im Juli 2008 verkündete Hyves, bereits sieben Millionen Benutzer zu haben, davon fünf Millionen niederländische. Das entspricht etwa einem Viertel der niederländischen Bevölkerung. 2007 wurde Hyves bei den niederländischen Online-Awards zur „populärsten Webseite des Jahres“ gewählt. Ebenso gewann Hyves als „Webseite des Jahres“ 2006 und 2007 in der Kategorie Blogs und Communitys.
Aufgrund der großen Popularität bei jungen Menschen besaßen auch viele niederländische Politiker ihr eigenes Benutzerprofil. Als Folge des großen Wachstums der Seite traten seit dem Überschreiten der Drei-Millionen-Benutzer-Grenze regelmäßig Probleme hinsichtlich der Arbeitsgeschwindigkeit auf. Laut einer Studie des Unternehmens WatchMouse vom 11. Januar 2008 war Hyves das am schnellsten wachsende Soziale Netzwerk im Internet. Im März 2010 zählte Hyves.nl 9,9 Millionen angemeldete Benutzer.